# Rei Zhou de Shang
L'Emperador Xin de Shang (xinès tradicional: 帝辛, xinès simplificat: 帝辛, pinyin: Dì Xīn; nascut: xinès tradicional: 子受, xinès simplificat: 子受, pinyin: Zǐ Shòu o xinès tradicional: 受德, xinès simplificat: 受德, pinyin: Shòudé) fou l'últim rei de la Dinastia Shang. Se li va donar més tard el sobrenom pejoratiu de Zhòu (紂). També se li deia Zhou Xin (纣辛/紂辛; Zhòu Xīn) o Rei Zhou (紂王; Zhòu Wáng). També és referit afegint el "Shang" (商 Shāng) davant de cap dels seus noms. Tingueu en compte que Zhou (紂) és un caràcter completament diferent del de "Zhou" (周) usat per la posterior Dinastia Zhou. En xinès, 紂 també es refereix al crupper d'un cavall, la part d'una cadira o arnès amb més probabilitats de ser danyada amb el cavall.

## Inicis del seu regnat
En els Registres del Gran Historiador, Sima Qian va escriure que Di Xin, en la primera part del seu regnat, tenia habilitats que superaven a les de l'home comú, era agut i irascible. En la llegenda, ell era prou intel·ligent com per guanyar a tots amb els seus arguments, i era prou fort per caçar animals salvatges amb les seves pròpies mans. Ell era el germà menor de Wei Zi (微子) i Wei Zhong (微仲) i el pare de Wu Geng (武庚). El seu pare Di Yi tenia dos germans, Ji Zi i Bi Gan. Di Xin afegí territori als Shang lluitant contra les tribus que l'envoltaven, incloent els dongyi a l'est.